# Kerentrech
 (février 2014).
Si vous disposez d'ouvrages ou d'articles de référence ou si vous connaissez des sites web de qualité traitant du thème abordé ici, merci de compléter l'article en donnant les références utiles à sa vérifiabilité et en les liant à la section « Notes et références ».
Le quartier de Kerentrech est un des plus anciens quartiers de Lorient (rattaché en 1791). 
L'étymologie de ce nom est « village du gué ».

## Histoire
La voie romaine arrivant d'Hennebont butait sur le fleuve Scorff. Un bac faisait passer hommes, animaux et lourds charrois. 
Kerentrech est un village qui existe depuis le Moyen Âge, et constitue l'accès logique de la ville sur le gué.
La première église de Kerantrech aurait été construite par saint Phelan (son nom est aussi orthographié Felan), un moine d'origine irlandaise mort, selon Albert Deshayes , vers l'an 500 qui aurait fondé le monastère du Faouedic en Ploemeur et qui aurait aussi donné son nom à la chapelle Saint-Felan en Silfiac.
En 1791, Ploemeur perd le faubourg de Kerentrech qui est rattaché à la commune de Lorient.

### La ville en bois
Le fleuve Scorff est le fil conducteur de l'histoire d'un quartier dans le quartier : La Ville en Bois. Son appellation vient d'une multitude de cabanes en bois que les charpentiers des chantiers navals édifièrent pour se loger. Le terrain appartenant aux militaires, il était interdit d'y construire en dur.
Les rives depuis fort longtemps appartenaient aux Princes de Guémené, les Rohan, installés au château de Tréfaven. Dès la venue et l'installation de la Compagnie des Indes en 1666, Dondel acheta ces terres qu'il revendit à Nicolas Charmoy en 1699.
L'Arsenal s'occupant de construire des navires à fort tonnage laissa le soin de parfaire les petites unités à des chantiers navals qui s'installèrent entre la pointe dite de « la potée de beurre » ou « rocher du Faouédic » et la chapelle Saint-Christophe durant les XVIIe et XVIIIe siècles. 
Cet emplacement prendra le nom « Du Blanc », terrain acheté par Joseph Le Blanc (officier de la marine royale, écrivain, ambassadeur). Auparavant, en 1699, Nicolas Charnoy, directeur des compagnies de l'Ile et des côtes de Saint-Domingue, y installa un port et un chantier naval (de nos jours, une rue Saint-Domingue signe l'emplacement de cette compagnie; il fut même question d'y établir le port de commerce de Lorient en 1789). La Cie de Saint-Domingue devait chaque année envoyer 200 noirs et 100 blancs pour coloniser l'île. Le port de Lorient fut un port négrier d'importance. 
En 1757, les frères Arnoux prennent possession du terrain le plus proche de la lunette du Blanc, y installent quatre cales, forges, hangars à matières premières, écuries pour les bœufs et chevaux. Leurs activités représenteront 22 % de la construction navale en 1761.  
Pour situer ces chantiers, ils couvraient les zones du pont ferroviaire et du lotissement de la Poterie. 
Les chantiers de Charles Le Goff et Nicolas Quinard prenaient en suivant vers la chapelle Saint-Christophe. Cela représenta jusqu'à 500 ouvriers. Les plus forts tonnages furent de 200 tonneaux.   
Une manufacture de faïence et de porcelaine s'établit mais ne perdurera pas très longtemps (1790-1808), donnant son nom à une « place de la Poterie »  en 1949. Les trois propriétaires successifs Chaurey, Sauvageau et Hervé eurent bien du mal à faire prospérer la manufacture, qui pourtant avait des ouvriers de qualité, venus des plus grands centres porcelainiers, y compris des artistes qui œuvrèrent pour la postérité, car des vases Médicis sont exposés au musée de Sèvres : les objets portaient le signe « P L »  pour « Porcelaine de Lorient ».
De cette friche naîtront les abattoirs municipaux en 1890. À l'emplacement de cette place de la Poterie, elle-même née des ruines des abattoirs bombardés en 1943, le premier lotissement de Lorient est reconstruit, avec ses 37 maisons en pierre de taille. Le ministère de la reconstruction et de l'urbanisme (1944 à 1955) et les architectes Lindu, Martel et Tourry en seront les principaux acteurs. Cette place est un site remarquable, la municipalité a rénové le square et son jardin (2013), partie de l'itinéraire de promenade des bords du Scorff.

### Les ponts de Kerentrech
Trois ponts enjambent le fleuve. 
Le viaduc ferroviaire initial fut construit de 1859 à 1862 par l'entreprise Neupveu, spécialisée dans la construction des ponts ferroviaires, en poutres treillis : Gustave Eiffel, conducteur de travaux de l'entreprise Nepveu, élabore les plans du viaduc de chemin de fer avec l'ingénieur polytechnicien Ernest Goüin. Ce pont sera édifié sur un terrain militaire et concédé à la société du Paris-Orléans. Il masque la vision à partir de la Lunette du Blanc, sur le Scorff, vers le parc à bois St-Isidore (côté Lanester). Les arches maçonnées au nombre de 7 côté Lorient et 1 côté Lanester seront aptes à la visibilité (?) demandée. 
Les ingénieurs qui œuvrèrent sur cet ouvrage sont Groisette-Denoyer (polytechnicien) chef du projet, avec les ingénieurs Dubreuil, Morandière et Hisselin. 
La gare de Lorient, sur la ligne Savenay-Châteaulin, sera inaugurée le 13 septembre 1862. Le viaduc en fer puldé, poutres treillis rivetées en U tiendra vaillamment durant 140 années. 
Pour raccourcir le trajet Lanester-Lorient aux ouvriers qui devaient faire un détour de deux kilomètres (ou bien par passeur en barque), on adjoignit une passerelle (1911) en porte-à-faux (vélos et piétons seulement), celle-ci fut à péage jusqu'à la fin de (    ). Le passeur, qui jusqu'alors faisait les allers et retours avec sa barque sur le même parcours, fit très vite faillite. 
Le viaduc actuel a été remplacé sans arrêter le trafic, soudé sur place, sur des piles provisoires, les trains l'emprunteront durant le délançage de l'ancien, puis repoussé sur les piles anciennes. Pierre Villard fut le directeur de ces travaux exceptionnels. 
Les TGV relient Paris à Lorient en 2 h 40 ; il fallait 21 heures en 1862. 
Le tablier du pont rénové entièrement en 2002, ses fondations ont quant à elles la particularité d'avoir été conçues par Gustave Eiffel (1860). Elles perdurent encore. Ce viaduc a une longueur de 330 mètres.  
Le "pont des Indes" a été édifié en 2007 pour les bus du Triskel et la circulation vers le nouvel hôpital du Scorff.
Enfin le pont routier de "Kérentrech-St Christophe" (réhabilité en 1960) engendra le remblaiement de la rive pour y installer les boulevards du Scorff et Laennec,,,…

### La Seconde Guerre mondiale
Jean Tonnerre, instituteur à Kerentrech, capitaine FFI, fut tué le 22 octobre 1944 à Limerzel.

## Églises et écoles
La chapelle Saint-Christophe et l'église Notre-Dame-de-Bonne-Nouvelle sont situées à Kerentrech, ainsi que l'école primaire et la maternelle de Kerentrech. L'ancien collège de Kerentrech a définitivement fermé ses portes le 1er juillet 2022, laissant sa place au collège de Tréfaven, plus bas en face du Scorff.